# Trsna listna pršica šiškarica
Trsna listna pršica šiškarica (znanstveno ime Eriophyes vitis) je vrsta pršic, ki najpogosteje napadajo vinsko trto.
Na trti prezimijo odrasle pršice, ki se spomladi preselijo na odganjajoče liste. Napadene rastline prepoznamo po izboklinah ali šiškah na vrhnji strani lista, ki so lahko rumenkaste, rdečkaste ali temnejše barve. Na spodnji strani je vatasta prevleka iz belih dlačic, v katerih so skrite pršice. Pri zelo močnem napadu se listi lahko posušijo. Poleg listov ta vrsta pršic lahko napada tudi kabrnke in mlade grozdiče, ki jih lahko ob močnem napadu tudi povsem uničijo.